# Huda peč
Huda peč este o arie protejată (arie specială de conservare — SAC, sit de importanță comunitară — SCI) din Slovenia întinsă pe o suprafață de 18,83 ha, integral pe uscat.

## Localizare
Centrul sitului Huda peč este situat la coordonatele 46°25′39″N 14°40′50″E / 46.4275°N 14.6806°E.

## Înființare
Situl Huda peč a fost declarat sit de importanță comunitară în aprilie 2013 pentru a proteja un număr necunoscut de specii din flora spontană și fauna sălbatică aflate în arealul zonei. Situl a fost protejat și ca arie specială de conservare în aprilie 2015.

## Biodiversitate
Situată în ecoregiunea alpină, aria protejată conține 2 habitate naturale: Pante stâncoase calcaroase cu vegetație casmofită, Păduri de pin scoțian din Dolomiții dinarici (Genisto januensis-Pinetum).
La baza desemnării sitului se află un număr nedeclarat de specii protejate.